# Нотоунгуляти
Нотоунгуляти (Notoungulata) — вимерлий ряд ссавців, представники якого були поширені в Південній Америці в кайнозойській ері. Вимирання цих тварин, які належали до південноамериканських копитних, припало на плейстоцен.

## Морфологія
Нотоунгуляти були найрізноманітнішою групою південноамериканських копитних. Для них був характерний широкий плоский череп і особливості в будові вух. Кінцівки несли від п'яти до двох пальців, для більшості форм було характерно пальцеходіння. Найбільшими представниками ряду були токсодони, які за розмірами відповідали сучасним носорогам. Дрібніші представники були розмірами подібні до сучасних Зайцеподібних.

## Еволюційна історія
Нотоунгуляти як і всі південноамериканські копитні виникли на південноамериканському континенті і їхній ареал майже завжди ним й обмежувався. Лише в плейстоцені, незадовго до вимирання ряду, один з останніх представників нотоунгулятів під назвою міксотоксодон зміг проникнути на північноамериканський континент. Раніше висловлювалося припущення, що деякі нотоунгуляти в палеоцені мешкали в Північній Америці і в Китаї, оскільки родину Arctostylopidae відносили до нотоунгулятів. Сьогодні цю родину виділяють в окремий ряд.
Найбільш древньої групою нотоунгулятів є Notioprogonia, яка існувала від раннього палеоцену до середнього еоцену. З неї розвинулися три майбутні лінії нотоунгулятів. Однією з них були токсодонтові, до складу яких входив й рід токсодонів. Вони змогли вижити до пізнього плейстоцену. Вельми своєрідною формою токсодтонів був гомалодотерій, що мешкав в міоцені в Патагонії. Цей великий і важкий звір потужними кігтями на передніх лапах й нагадував також вимерлого халікотерія ряду непарнокопитних. Інші токсодтони включали роди  Thomashuxleya, Scarrittia і Nesodon. Ще одна група нотоунгулятів під назвою Typotheria, нагадувала зовні великих гризунів або даманів, але розміром з чорного ведмедя.
Через довгу ізоляцію Південної Америки в третинному періоді, нотоунгуляти змогли, як і багато інших південноамериканських груп ссавців безперешкодно розвиватися і зайняти численні екологічні ніші. В цілому, виникло 13 родин і більш ніж 100 родів. Однак, як й інші південноамериканські ендеміки, більшість нотоунгулятів вимерло після появи сухопутного сполучення між Південною та Північною Америкою в пізньому пліоцені. Вони не змогли конкурувати з північноамериканськими видами-іммігрантами. Як один з небагатьох родів, конкурентоспроможними показали себе токсодони, переживши фаунообмін обох американських континентів. Цей рід вимер за кілька мільйонів років, вже в кінці плейстоцену, а разом з ним зник і ряд нотоунгулятів.

## Класифікація
- Ряд Notoungulata
  - Підряд Notioprogonia
    - Родина Henricosborniidae
    - Родина Notostylopidae

  - Підряд Toxodonta
    - Родина Isotemnidae
    - Родина Leontiniidae
    - Родина Notohippidae
    - Родина Toxodontidae
    - Родина Homalodotheriidae

  - Підряд Typotheria
    - Родина Archaeopithecidae
    - Родина Oldfieldthomasiidae
    - Родина Interatheriidae
    - Родина Campanorcidae
    - Родина Mesotheriidae

  - Підряд Hegetotheria
    - Родина Archaeohyracidae
    - Родина Hegetotheriidae